# María Fernanda Castro Maya
María Fernanda Castro Maya (México, c. 1992) es una activista por los derechos de las personas discapacitadas autogestora mexicana.
A raíz de su discapacidad intelectual, forma parte de la Confederación Mexicana de Organizaciones en favor de las Personas con Discapacidad Intelectual, que con el apoyo de Human Rights Watch actúa para asegurar el cumplimiento de los derechos de las personas con discapacidad. Notoriamente, solicitó a todos los partidos políticos de México la consideración de las minusvalías intelectuales y las dificultades de aprendizaje en las medidas que ejecutan.

Las personas con discapacidad intelectual no somos niños eternos, porque podemos decidir, opinar e involucrarnos de temas en común y hacernos responsables. Queremos que nos consulten sobre las leyes que se hacen; eso nos permitirá ser parte de las decisiones del país.

 Castro aboga por la accesibilidad lingüística de documentos vinculados a decisiones políticas, además de la inclusión de personas discapacitadas en partidos políticos y actos electorales. Además, formó parte de la delegación mexicana que presentó a las Naciones Unidas un informe sobre los derechos relacionados con las minusvalías y desde 2020 es representante regional del grupo Empower Us, que pertenece a la red global Inclusion International. También encabezó la consulta en línea sobre la participación política de las personas con discapacidad intelectual y psicosocial y moderó una mesa de trabajo en la Cumbre Internacional de Autogestoras y Autogestores.
Incluso presentó una propuesta al Parlamento de las Personas con Discapacidad 2022 para reformar el Código Civil de la Ciudad de México erradicando la figura del curador. La propuesta fue enviada al Congreso de la Ciudad de México a la espera de una respuesta.
En 2022, fue incluida en la lista de la BBC de las 100 mujeres más influyentes del año por defender los derechos de los distintos colectivos de personas discapacitadas en México y luchar en pro de su participación política.

## Premios y distinciones
- Mención dentro de las 100 mujeres más poderosas de México 2023, por Forbes México.